# Hinlopenstretet
Hinlopenstretet (dosł. Cieśnina Hinlopena) – cieśnina pomiędzy Spitsbergenem a Ziemią Północno-Wschodnią. Ma długość około 150 kilometrów i szerokość od 10 do 60 kilometrów.